# Gottfried Dierig
Gottfried Dierig (* 28. Januar 1889 in Oberlangenbielau, Niederschlesien; † 11. Mai 1945 in Langenbielau) war ein deutscher Unternehmer in der Textilindustrie. Unter seiner Leitung stieg die Christian Dierig AG zum zeitweise größten baumwollverarbeitenden Textilunternehmen Kontinentaleuropas auf.

## Leben

Aktie über 1000 RM der Christian Dierig AG vom Dezember 1941 mit Unterschrift vom Vorstand Gottfried Dierig

Dierig studierte an der Kaiser-Wilhelms-Universität Straßburg. Als stud. iur. et text. renoncierte er am 5. November 1907 im Corps Rhenania Straßburg. Später war er Vorstand des börsennotierten, international tätigen Textilunternehmens Christian Dierig AG mit Sitz in Langenbielau in Schlesien, das 1805 von seinem Urgroßvater Christian Gottlob Dierig gegründet worden war. Mit seinem Bruder Wolfgang Dierig betrieb Gottfried Dierig ab 1923 die Übernahme des konkurrierenden Hammersen-Konzerns mit Hauptsitz in Osnabrück und Zweigbetrieben im Münsterland, in Augsburg und Kempten. Durch diese 1930 faktisch und 1935 rechtlich vollzogene Übernahme wurde Dierig 1935 das größte baumwollverarbeitende Unternehmen Kontinentaleuropas.
Dierig war 1933 Provinzialrat und gehörte zu den Gründungsmitgliedern der Akademie für Deutsches Recht. Von 1935 bis 1938 war er Leiter der Wirtschaftsgruppe Textilindustrie. Im Dezember 1936 wurde er von Hjalmar Schacht zum Vorsitzenden der Reichsgruppe Industrie berufen und im November 1938 wieder abberufen und durch Wilhelm Zangen, den Generaldirektor der Mannesmannröhren-Werke AG, ersetzt. Am 30. März 1940 beantragte er die Aufnahme in die NSDAP und wurde zum 1. Juni desselben Jahres aufgenommen (Mitgliedsnummer 7.664.371). Dierig beging im Jahr 1945 beim Einmarsch der Roten Armee Suizid.